# Portumnus latipes
Étrille élégante, Portumne varié
Espèce
Portumnus latipes, l’Étrille élégante ou Portumne varié, est une espèce de crabes de la famille des Carcinidae présente sur les sables fins des côtes méditerranéennes, atlantiques ainsi que belges et néerlandaises.

## Classification
Le nom valide complet (avec auteur) de ce taxon est Portumnus latipes (Pennant, 1777).
L'espèce a été initialement classée dans le genre Cancer sous le protonyme Cancer latipes Pennant, 1777.
Ce taxon porte en français les noms vernaculaires ou normalisés suivants : Étrille élégante, Portumne varié.
Portumnus latipes a pour synonymes :
- Cancer latipes De Geer, 1778
- Cancer latipes Pennant, 1777
- Platyonichus latipes (Pennant, 1777)
- Portumnus monodon Leach, 1816
- Portumnus variegatus Leach, 1814
- Portunus latipes (Pennant, 1977)

### Publication originale
- (en) Thomas Pennant, British Zoology : Crustacea. Mollusca. Testacea, vol. 4, Londres, 1777, 154 p. (lire en ligne), p. 3.